# Numeració egípcia
A l'antic Egipte, des del 3000 aC s'utilitzava un sistema de numeració decimal. Cada ordre (unitats, desenes, centenes, etc.) tenia un signe que era repetit tantes vegades com calgués. Així, per exemple, una inscripció en una pedra de Karnak mostra el nombre 4.622 d'aquesta forma:
| M12 | M12 | M12 | M12 |

| V1 · V1 · V1 · V1 · V1 · V1 |

| V20 | V20 | Z1 | Z1 |

| M12 | M12 | M12 | M12 |

| V1 · V1 · V1 · V1 · V1 · V1 |

| V20 | V20 | Z1 | Z1 |

## Xifres
| Xifres jeroglífiques | Xifres hieràtiques | Transliteració | Valor               | Significació mnemònica                                                                         |
| -------------------- | ------------------ | -------------- | ------------------- | ---------------------------------------------------------------------------------------------- |
| 1                    |                    |                | 1                   | Un bastó evoca la unitat                                                                       |
| 10                   |                    | mḏ             | 10                  | Una nansa de cistell, el qual pot contenir uns 10 objectes                                     |
| 100                  |                    | šnt ou št      | 100                 | Un rotllo de papir a on es poden escriure uns 100 jeroglífics                                  |
| 1000                 |                    | ḫȝ             | 1.000               | Una flor de lotus car hom en troba a milers                                                    |
| 10.000               |                    | ḏbȝ            | 10.000              | un dit mostrant el cel a la nit, car hom veu uns 10.000 estels                                 |
| 100.000              |                    | ḥfn            | 100.000             | Un capgròs car se'n troben uns 100.000 després que les granotes ponen                          |
| 1.000.000            |                    | ḥḥ             | 1.000.000 o infinit | Un déu agenollat aguantant el cel, car el déu és etern i 1 milió d'anys és sinònim d'éternitat |
| Fraccions            |                    |                | per les fraccions   | Ull d'Horus                                                                                    |

La numeració egípcia era un sistema de numeració no posicional. Així el nombre
,
i el nombre,

són el mateix nombre, el 12.

## Unitats
Les xifres de les unitats tenen igualment els seus propris noms.
| T21 · a · Z1 |

| T21 · a · Z1 |

| T22 | W24 · Z1 · Z1 |

| T22 | W24 · Z1 · Z1 |

| Aa1 · D52 | X1 · Z1 · Z1 · Z1 |

| Aa1 · D52 | X1 · Z1 · Z1 · Z1 |

| () | I9 · D46 | G43 | Z1 · Z1 · Z1 · Z1 |

| () | I9 · D46 | G43 | Z1 · Z1 · Z1 · Z1 |

| D46 | G43 | Z1 · Z1 · Z1 · Z1 · Z1 |

| D46 | G43 | Z1 · Z1 · Z1 · Z1 · Z1 |

| Z1 · Z1 · Z1 · Z1 · Z1 · Z1 |

| Z1 · Z1 · Z1 · Z1 · Z1 · Z1 |

| S29 | I9 · Aa1 | G43 | Z1 · Z1 · Z1 · Z1 · Z1 · Z1 · Z1 |

| S29 | I9 · Aa1 | G43 | Z1 · Z1 · Z1 · Z1 · Z1 · Z1 · Z1 |

| Z1 · Z1 · Z1 · Z1 · Z1 · Z1 · Z1 · Z1 |

| Z1 · Z1 · Z1 · Z1 · Z1 · Z1 · Z1 · Z1 |

| Q3 | S29 | I10 | Z1 · Z1 · Z1 · Z1 · Z1 · Z1 · Z1 · Z1 · Z1 |

| Q3 | S29 | I10 | Z1 · Z1 · Z1 · Z1 · Z1 · Z1 · Z1 · Z1 · Z1 |